# Humanae salutis
Humanae salutis ist die Apostolische Konstitution mit der Papst Johannes XXIII. am 25. Dezember 1961 die offizielle Einberufung des Zweiten Vatikanischen Konzils verkündete.

## Vorgabe
Mit der Einberufung hatte Johannes XXIII. folgende Kriterien vorgegeben: 
Es sollte mit Rücksicht auf die Nöte der Zeit erwogen werden, wie der christliche Glaube von der Kirche wirksamer verbreitet werden könne. In Hinblick auf die vom Apostolischen Stuhl getrennten Christen sollten die Lehrsätze über die Kirche entfaltet und dargelegt werden. Weiterhin sollten der ganzen menschlichen Familie Ratschläge gegeben werden, wie der wahre Friede erlangt und bewahrt werden könne. Es sollten Fragen vorgelegt und erörtert werden, die sowohl die Glaubenslehre als auch das Tun des Menschen betreffe.

## Inhalte
Anders als bei vorherigen Konzilen, die zur Bewältigung von wichtigen Entscheidungen der Kirche (Schismen, Häresien, Abweichungen usw.) einberufen worden waren, sollte dieses erwünschte Konzil auf der eigenen Auffassung der Kirche als eine lebendige und sich verändernde Realität, als ein prophetisches Zeichen der Welt wirken. Das gesamte Christentum (daher auch die  Einberufung nach Rom und Einladung von Laien und Vertretern anderer christlicher Kirchen als Beobachter am Konzil) sollte mit gemeinsamem Einsatz und gemeinsamer Kraft aus einem langen historischen Zeitraum herausgeholt werden. Johannes XXIII. verwirklichte mit dieser Konstitution schrittweise sein Vorhaben eines ökumenischen Konzils, das sicherlich unerwartet und selbst der römischen Kurie nicht ganz willkommen war und einigen als ein verzweifeltes und gewagtes Unternehmen erschien.

## Schutzpatronate und Wahlspruch
Der heilige Josef wurde von Papst Johannes XXIII. neben der heiligen Jungfrau und Gottesmutter Maria zum besonderen Schutzpatron des 2. Vatikanischen Konzils erwählt. Er hat dann den Terminus der „Zeichen der Zeit“ ebenfalls in dieser Konstitution im Sinne der Zeichen benutzt, die ihn hoffnungsvoll auf die Zukunft der Kirche und der menschlichen Gesellschaft blicken lassen.

## Weitere Texte zur Vorbereitung
- Mit dem Apostolischen Schreiben (Motu Proprio) „Consilium“ 2. Februar 1962    legt Johannes XXIII. den Eröffnungstag des Konzils auf den 11. Oktober 1962 fest und erinnert an das große Konzil von Ephesos.
- Im Apostolischen Schreiben (Motu Proprio) "Appropinquante Concilio" vom 6. August 1962, setzt Johannes XXIII. schließlich die Normen, vergleichbar einer Geschäftsordnung, für die Abhaltung des Konzils in Kraft.